# Thủ Dầu Một
Thủ Dầu Một (in vietnamita Thành phố Thủ Dầu Một, "Tusarmos") è una città del Vietnam, situata nella Provincia di Binh Duong, della quale è il capoluogo.